# Babno Polje
Babno Polje este o localitate din comuna Loška Dolina, Slovenia, cu o populație de 317 locuitori.